# Station Hoheneggelsen
Station Hoheneggelsen (Haltepunkt Hoheneggelsen) is een spoorwegstation in de Duitse plaats Hoheneggelsen, in de deelstaat Nedersaksen. Het station ligt de spoorlijn Hildesheim - Groß Gleidingen.

## Indeling
Het station beschikt over twee zijperrons, die niet zijn overkapt maar voorzien van abri's. De perrons zijn verbonden via een overweg in de straat Am Bahnhof. Ten noorden van het station staat het voormalige stationsgebouw van Hoheneggelsen.

## Verbindingen
De volgende treinserie doet het station Hoheneggelsen aan:
| Serie | Treinsoort              | Route                                                             | Bijzonderheden |
| ----- | ----------------------- | ----------------------------------------------------------------- | -------------- |
| RE 50 | Regional-Express (enno) | Hildesheim Hbf – Hoheneggelsen – Braunschweig Hbf – Wolfsburg Hbf |                |